# Meda fulgida
Meda fulgida är en fiskart som beskrevs av Girard, 1856. Meda fulgida ingår i släktet Meda och familjen karpfiskar. IUCN kategoriserar arten globalt som sårbar. Inga underarter finns listade i Catalogue of Life.